# Îlot Ouao
L’îlot Ouao est un îlot de Nouvelle-Calédonie appartenant administrativement à Touho.